# تايم (مجلة)
تايم (بالإنجليزية: TIME) هي مجلة أمريكية أسبوعية. وتوجد منها نسخة أوربية باسم تايم أوروبا (بالإنجليزية:TIME Europe) وتعرف سابقاً باسم Time Atlantic. وتغطي مجلة التايم أوروبا الشرق الأوسط وأفريقيا وأمريكا اللاتينية. توجد أيضا نسخة آسيوية ونسخة كندية. صدر العدد الأول من المجلة في 3 مارس 1923 من طرف هنري لوس وبيرتون هادن.

## تاريخ المجلة
في أواخر شتاء 1922 كان لدى اثنين حديثي التخرج في جامعة ييل رؤية حول مستقبل أمريكا. وعمل هذان الزميلان، بريتون هادين وهنري لوس، معا في صحيفة الجامعة التي تحمل اسم ديلي نيوز.
ونتيجة تأثرهما الشديد بتورط الولايات المتحدة في الحرب العالمية الأولى، استخدم هادين ولوس النفوذ الذي يتمتعان به في صحيفة الجامعة للترويج لحب الوطن بصورته المكثفة، وكان ذلك بمثابة الإلهام بأفكار حول مستوى الوعي الأمريكي، والحاجة إلى تطوير، كان كل منهما يعتقد أن المعلومات ورؤوس الموضوعات قد انهالت على رؤوس الشعب الأمريكي، لكنه وبرغم هذا ما زال جاهلا.
وبعد تفكير عميق، قرر الاثنان أنه علي الرغم من صدور العديد من الدوريات المتشابهة، فما زالت هناك حاجة إلى مجلة إخبارية مقرؤة أكثر اختصارا، إذ أن المواطن الأمريكي مشغول لدرجة تجعله لا يستطيع قراءة المصادر الإخبارية المتاحة له الطويلة، والمكتظة بالمعلومات، لذا فقد تكون فكرتهما أفضل، وبعد جهود كبيرة لجمع الأموال والتجهيزات التحريرية نشرت أول طبعة من مجلة تايم في الثالث من مارس من عام 1922، لتصبح أول مجلة إخبارية أسبوعية في الولايات المتحدة الأمريكية.
في البداية كانت جميع المسئوليات التحريرية تقع على عاتق هادين، وكان أول من ابتدع أسلوب إثارة الدهشة والعجب الذي تميز به غلاف المجلة وأسلوبها الصحفي. في حين كان لوس مسئولا عن الشئون المالية والإدارية.
أما باقي فريق العمل الأولي الذي عمل بالمجلة فكان يضم ستيفن فينسينت نينيت، وأرشيبلد ماكليش.
وبوفاة هايدن في العام 1929، أصبح لوس هو المسئول الأول بالمجلة وأحد العناصر المهيمنة في وسائل الإعلام الإخبارية في القرن العشرين.
أما مدير التحرير الحالي لمجلة تايم، وهو المدير إدوارد فيلسينثال.
وتستخدم تايم هذا العام جدولا مختلفا للتوزيع، فبدلا من توزيع المجلة المعتاد كل يوم إثنين على أكشاك بيع الصحف ونقلها للمشتركين، أصبحت تطرح في الأسواق كل يوم جمعة، وتوزع على المشتركين يوم السبت.
وقد تأجل طرح أول طبعة هذا العام لمدة أسبوع تقريبا نتيجة بعض التغيرات التي حدثت في الشركة، كالاستغناء عن حوالي 300 موظفا، إلى جانب تغيرات تحريرية أخرى.
وتواصل هذه المؤسسة المتخصصة في الأخبار المطبوعة التطوير والتوسيع، حيث عليها المنافسة من حيث السرعة ليس مع التلفزيون فحسب، بل مع الإنترنت أيضا.

## الإصدارات الخاصة

### شخصية العام

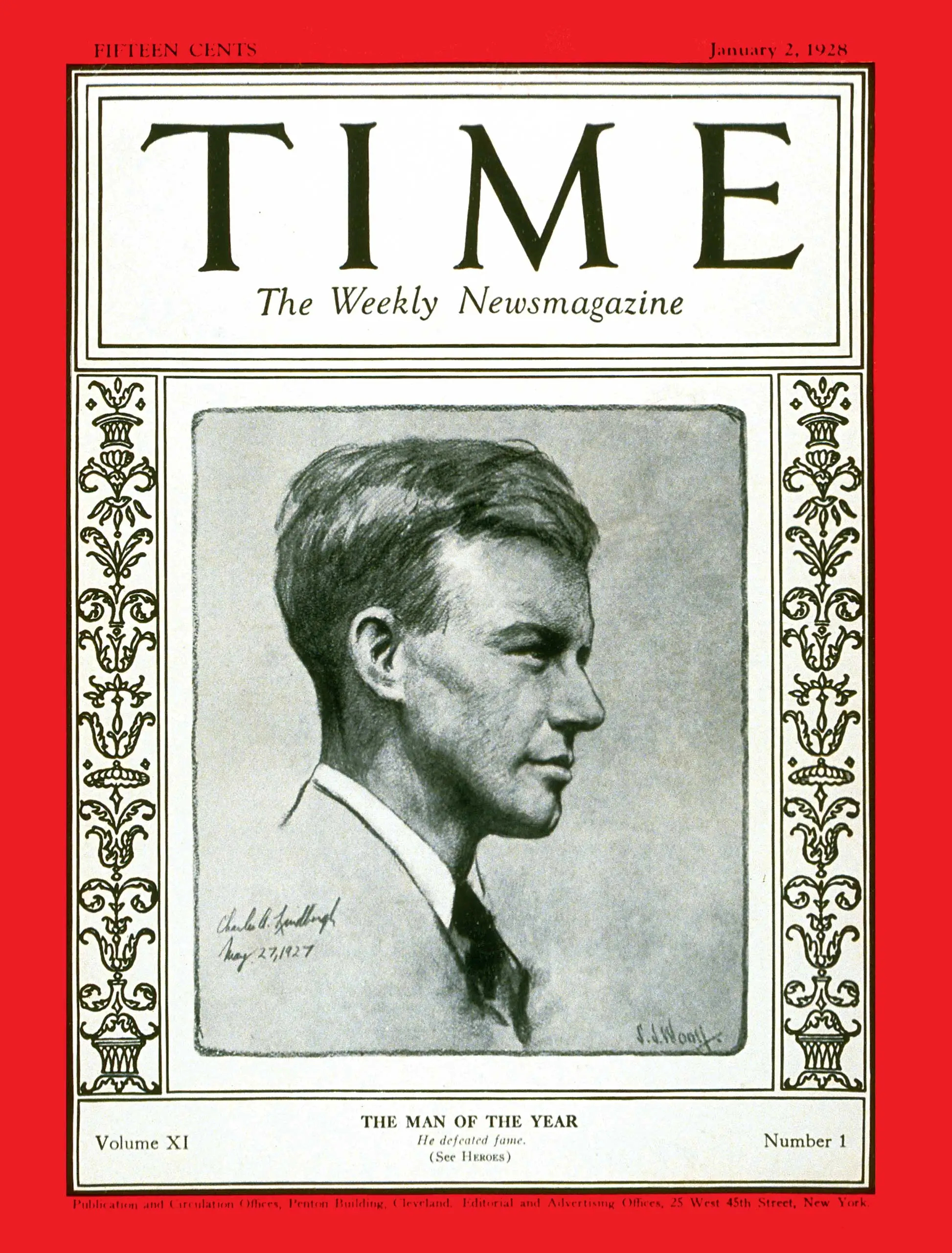
تشارلز لندبرغ أول من احتل غلاف مجلة تايم باعتباره شخصية العام (1928).

أشهر ما عُرفت به مجلة التايم خلال تاريخها هو مقالة غلاف «شخصية العام» الصادرة سنوياً، وفيه تعترف المجلة بشخص أو بمجموعة أشخاص ثبت تأثيرهم الكبير على عناوين الأخبار خلال مدة الاثنا عشر شهراً المنقضي. وينبغي أن يكون لحامل لقب «شخصية العام» أكبر تأثير على أحداث العام سواءً كان ذلك للأحسن أو الأسوء. فقد حمل أشخاص من أمثال أدولف هتلر وجوزيف ستالين لقب «شخصية العام» في الماضي.
أعلنت مجلة تايم عن أن شخصية العام لسنة 2006 هي "أنت"، وقد لاقى الإعلان ردود فعل مختلفة. فاعتقد البعض أن المفهوم يتسم بالابتكار، فيما عبّر آخرون عن لزوم اقتصار الإعلان على شخص أو مجموعة أشخاص. وقال المحرران بيبير وتيمر أنه إن كان القرار خاطئاً، «فنحن لن نكرره سوى مرة واحدة».

### تايم 100
نشرت مجلة تايم خلال السنوات الماضية قائمة سنوية لأكثر الأشخاص تأثيراً خلال العام. وأصدرت المجلة في بداية الأمر قائمة بأكثر الأشخاص تأثيراً في القرن العشرين. عادةً ما يصاحب صدور هكذا أعداد ظهور صور للأشخاص المذكورين في القائمة على صفحة الغلاف مع تخصيص جزء كبير من صفحات المجلة لمئة مقالة مفصلة حول جميع الأشخاص المذكورين في القائمة. وقد تجاوز عدد المذكورين على القوائم عتبة المئة شخص في بعض الحالات الخاصة، حيث تشارك شخصان نفس الترتيب.
كما أعلنت المجلة عن قائمة «أفضل 100 رواية على الإطلاق» وقائمة «أفضل 100 فيلم على الإطلاق» عام 2005. وأعلنت عن قائمة «أفضل 100 برنامج تلفزيوني على الإطلاق» عام 2007. فضلاً عن قائمة «أفضل 100 أيقونة موضة على الإطلاق» عام 2012.

### أغلفة إشارة الإكس الحمراء
أصدرت مجلة تايم خلال تاريخها خمسة أعداد خاصة أظهرت إشارة إكس مرسومةً على وجه رجل أو رمز وطني. وقد صدر أول هذه الأعداد بتاريخ 7 مايو عام 1945، وأظهر إشارة إكس حمراء وجه أدولف هتلر. وصدر ثاني غلاف بإشارة إكس بعد ما يزيد عن ثلاثة أشهر يوم 20 أغسطس 1945، وأظهر إشارة إكس سوداء على علم اليابان ممثلةً استسلام اليابان الذي أنهى الحرب العالمية الثانية.
وأصدرت المجلة بعد مضي ثمانية وخمسين عاماً عدداً ثالثاً استعمل إشارة إكس الحمراء يوم 21 أبريل 2003، وأظهر وجه صدام حسين بعد مضي أسبوعين على غزو العراق. وأصدرت المجلة العدد الرابع يوم 13 يونيو عام 2006 بإشارة إكس حمراء على الغلاف لتظهر وجه الإرهابي أبو مصعب الزرقاوي بعيد مقتله في غارة شنتها القوات الجوية الأمريكية في العراق. وآخر غلاف بإشارة إكس حمراء كان في العدد الصادر بتاريخ 2 مايو عام 2011 بعد مقتل أسامة بن لادن زعيم تنظيم القاعدة الإرهابي.

## وصلات خارجية
- الموقع الرسمي
 (بالإنجليزية)
- تايم على موقع الموسوعة البريطانية (الإنجليزية)
- أرشيف «تايم» – أرشيف المجلات وأغلفتها منذ 1923 حتى الوقت الحاضر (بالإنجليزية)
- Whittaker Chambers - مقالات مجلة «تايم» (بالإنجليزية)